# Homonoea albopunctata
Homonoea albopunctata là một loài bọ cánh cứng trong họ Cerambycidae.